# Мартин червононогий
Мартин червононогий (Rissa brevirostris) — дрібний білоголовий мартин, що відрізняється відсутністю заднього пальця на нозі і вирізаним неглибокою вилочкою хвостом. Декілька місць гніздування збереглося на Алеутських і Командорських островах.

## Опис
Відрізняється від мартина трипалого (Rissa tridactyla), окрім червоних ніг, дещо меншими розмірами, темнішим забарвленням, сірим, а не білим низом крила. коротким дзьобом, відсутністю М-подібного малюнку в молодих, більш високим голосом. Віддає перевагу скелястим ділянкам узбережжя — вузьким скельним карнизам, невеликим виступам і нішам скель. Поза сезоном дотримується глибоководних ділянок моря далеко від узбережжя.

## Розмноження
У кладці 1 яйце, в сезоні 1 кладка, повторні кладки замість втрачених не відмічені. Гніздиться щільними колоніями. Насиджують кладку і вигодовують пташеня обидва батьки. Успіх розмноження — одне пташеня на дві пари чайок, частіше 1 пташеня на 4 пари. Понад 90 % мартинів повертаються на торішні ділянки колоній.

## Поведінка
Годується над ділянками акваторії від меж шельфової зони до глибин 2000 м і більше, збираючи корм в шарі води від поверхні до глибини 0,5 м. Живиться рибою і морськими безхребетними. Зимує в північній частині Аляски і на південному сході Берингового моря.

## Охорона
Рідкісний вид, потребує охорони. Занесений до Червоної книги Росії.

## Ресурси Інтернету
- BirdLife Species Factsheet. [Архівовано 15 жовтня 2012 у Wayback Machine.]